# 1月22日
1月22日（いちがつにじゅうににち）は、グレゴリオ暦で年始から22日目に当たり、年末まであと343日（閏年では344日）ある。

## できごと

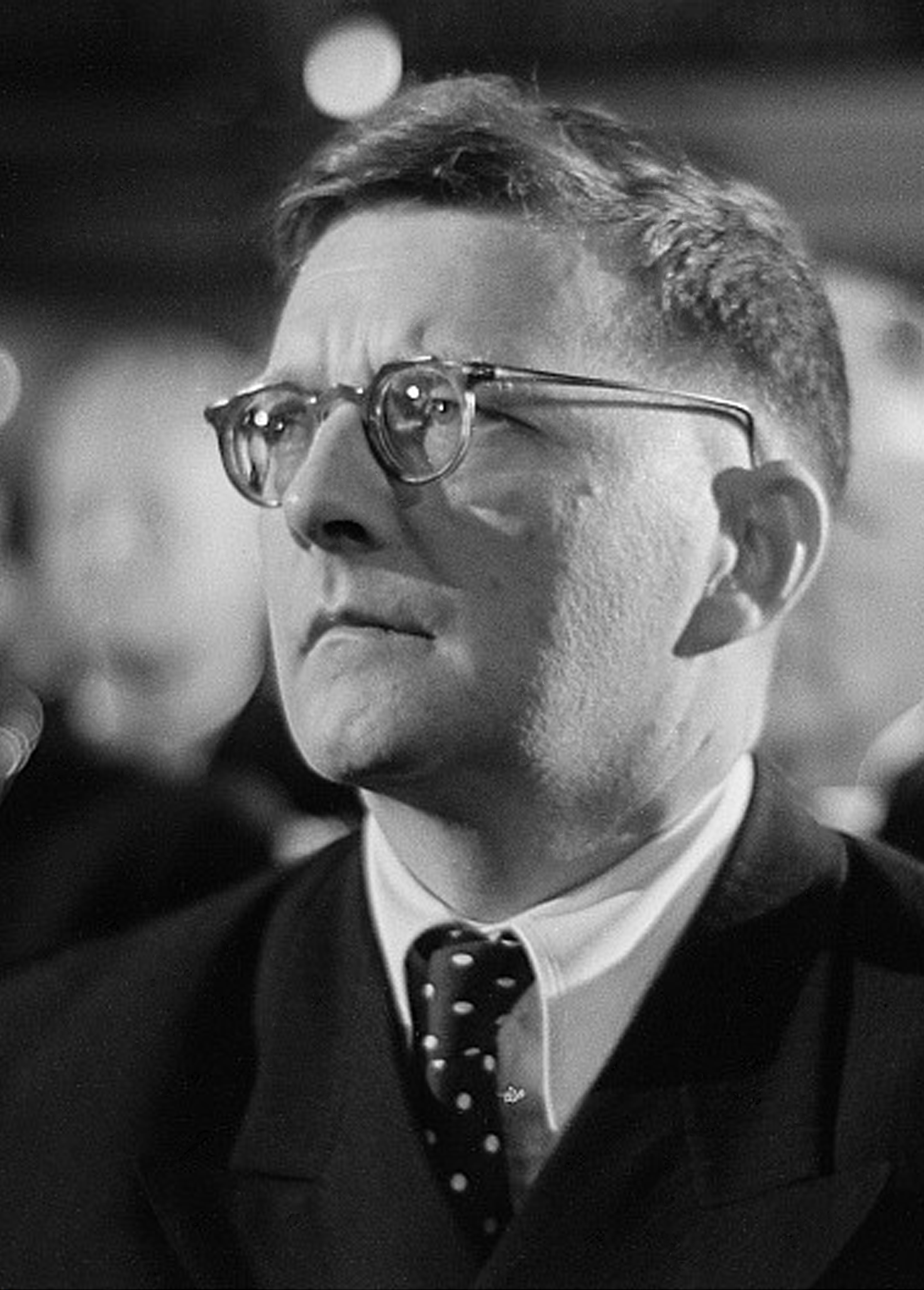
ショスタコーヴィチ作曲ムツェンスク郡のマクベス夫人 (オペラ)初演（1934）

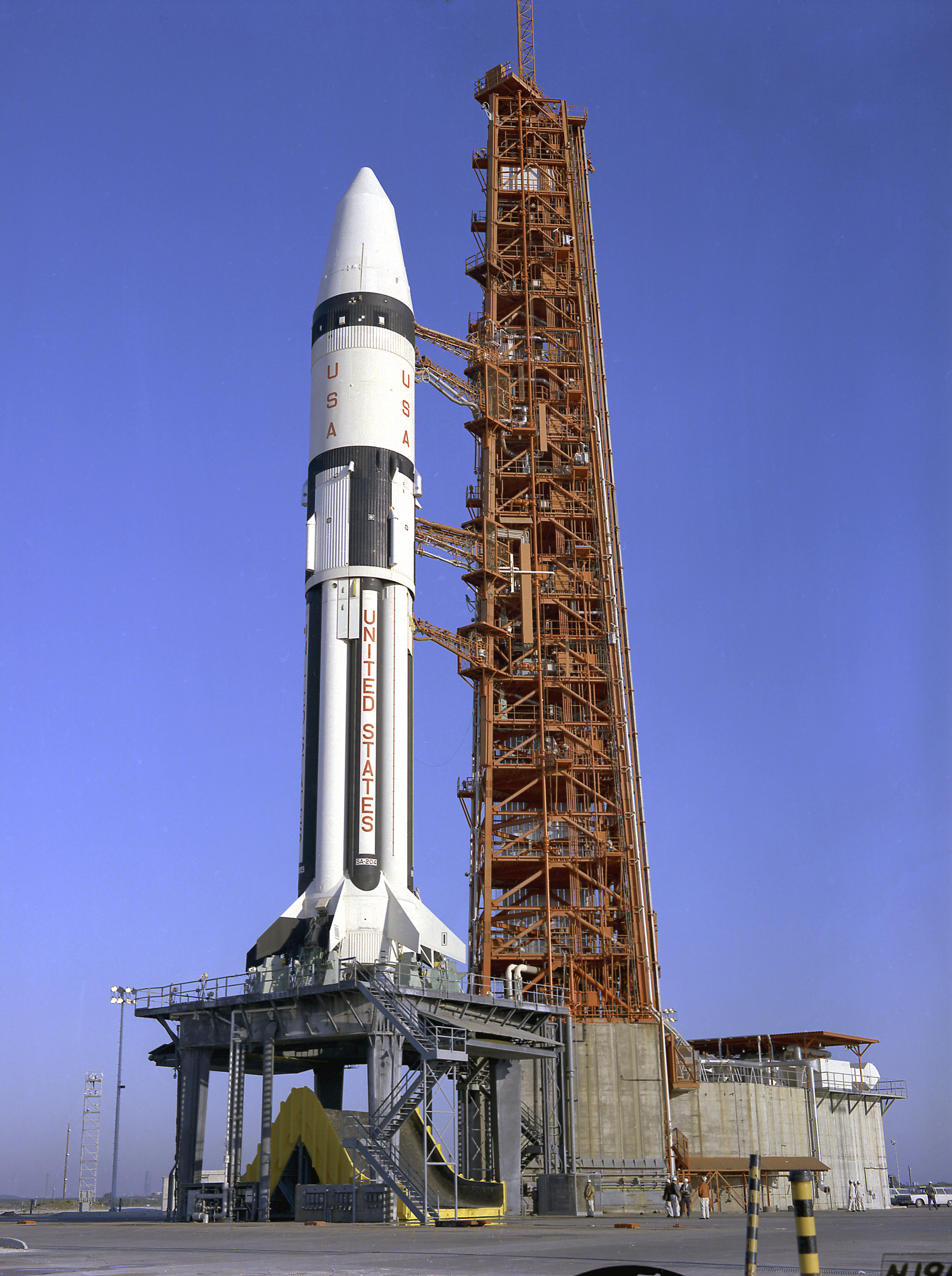
アポロ5号打ち上げ（1968）発射台上のアポロ5号

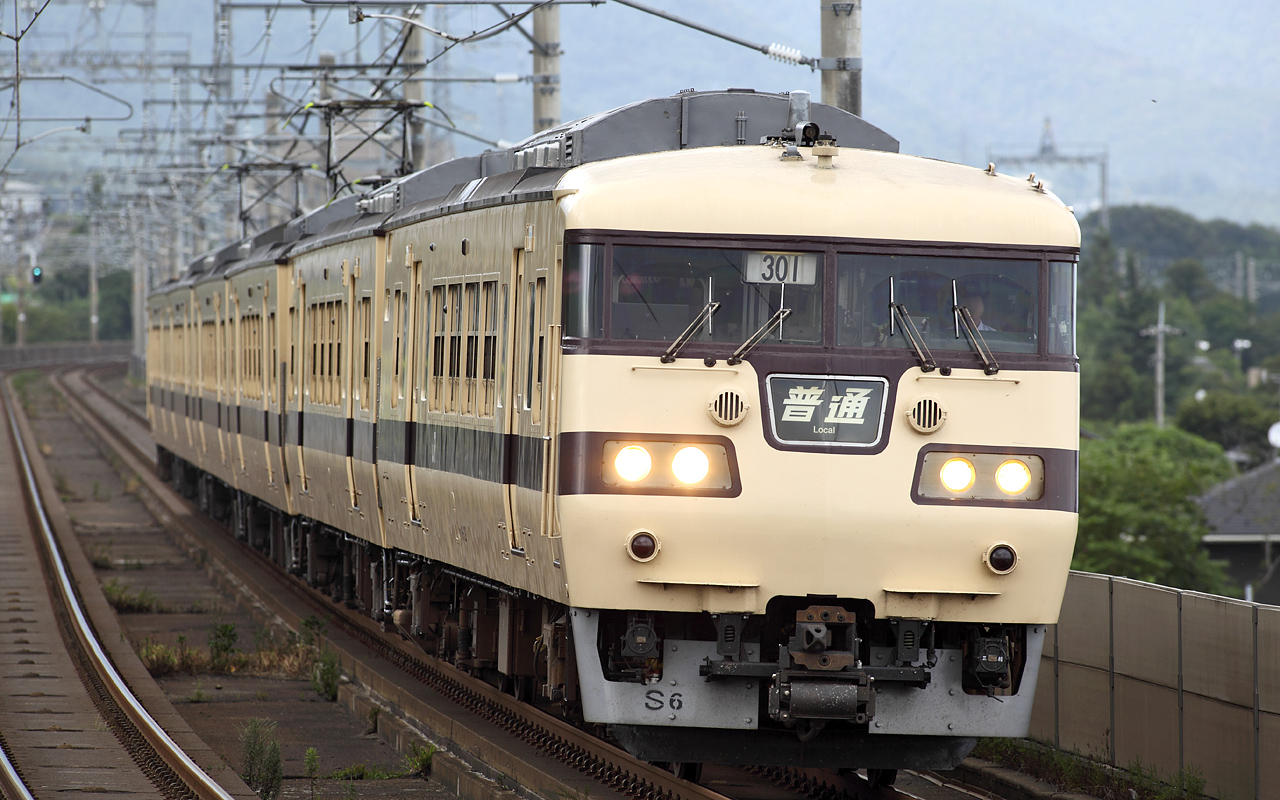
国鉄117系電車(1980)営業開始

- 646年（大化2年1月1日） - 大化の改新: 改新の詔が発布される[1]｡
- 1506年 - スイス傭兵の最初の150人がローマ教皇領に到着。
- 1521年 - 神聖ローマ皇帝カール5世がヴォルムス帝国議会を召集し、マルティン・ルターを召喚。
- 1771年 - スペインがイギリス領フォークランド諸島のポート・エグモント（英語版）を占領。
- 1841年（天保11年12月30日） - 平田篤胤が儒教批判・尊王思想により江戸幕府から著述禁止・江戸退去命令を受ける。
- 1863年 - ロシア帝国支配下のポーランドで一月蜂起が始まる。
- 1870年 - 工部省の提旗は白布に赤文字で「工」と書くことが定められる。
- 1879年 - ズールー戦争: イサンドルワナの戦い（英語版）・ロルクズ・ドリフトの戦い
- 1889年 - コロムビア・フォノグラフ（現在のコロムビア・レコード）が創業。
- 1889年 - 徴兵令改正（戸主の徴兵猶予を廃止）。
- 1901年 - イギリスで、ヴィクトリア女王が死去し、息子のエドワード7世が王位を継承[2]。戴冠式は、1902年8月2日。
- 1903年 - アメリカとコロンビアがパナマ地峡の米国の租借権を認めるヘイ・エラン条約（英語版、スペイン語版）に調印。コロンビア上院の否決で承認されず。
- 1905年（ユリウス暦1905年1月9日） - ロシアの首都サンクトペテルブルクで、労働者のデモ隊に軍隊が発砲。1千人以上死亡。ロシア革命のきっかけとなる（血の日曜日事件）。
- 1916年 - 初の国産飛行船である陸軍の「雄飛号」が所沢～大阪間で実験飛行。
- 1917年 - ウッドロウ・ウィルソン米大統領が、「勝利なき平和を」と第一次世界大戦休戦を両陣営に呼びかける。
- 1919年 - ウクライナ人民共和国と西ウクライナ人民共和国が統一条約（英語版）に調印。ウクライナが統一された[3]。
- 1924年 - 労働党党首のラムゼイ・マクドナルドがイギリス首相兼外務大臣に就任[4]。イギリス史上初の労働党出身の首相。
- 1934年 - ショスタコーヴィチのオペラムツェンスク郡のマクベス夫人がレニングラードで初演される。
- 1941年 - 第二次世界大戦: イギリス軍のコンパス作戦でイタリアのトブルク要塞が陥落。
- 1944年 - 第二次世界大戦: アンツィオの戦いが始まる。
- 1946年 - ソ連の支援によりカズィー・ムハンメド（英語版）がマハバード共和国の成立を宣言。
- 1959年 - 修学旅行列車の愛称が「ひので」と「きぼう」に決定。
- 1961年 - 近鉄伊勢線の江戸橋駅〜新松阪駅間が廃止される[5]。
- 1961年 - サンタマリア号乗っ取り事件が発生。
- 1962年 - 米州機構がキューバを除名。
- 1964年 - この日発売の週刊少年サンデー（小学館）に藤子不二雄の漫画『オバケのQ太郎』が連載開始。
- 1968年 - NASAが「アポロ5号」を打ち上げ[6]。アポロ月着陸船の無人飛行実験を行う。
- 1969年 - ソ連の最高指導者レオニード・ブレジネフの暗殺未遂事件（英語版）。
- 1970年 - ボーイング747「ジャンボジェット」がパンアメリカン航空のニューヨーク-ロンドン線で初就航。
- 1973年 - 米最高裁が妊娠中絶を規制する米国内法の大部分を違憲無効とする判断を示す（ロー対ウェイド事件）。
- 1975年 - 中国地方で大雪。各地で早朝から送電線が次々と切断され、約22万戸が30分から5時間にわたり停電した[7]。
- 1975年 - 阪神三宮駅の地下2階の空調設備から火災。黒煙が地下街のほか駅構内に流れ出して数百人が避難[8]。
- 1976年 - 1971年に発生した連続女性殺人事件の犯人、大久保清の死刑が東京拘置所で執行される。
- 1978年 - 流星の貴公子と呼ばれた名馬テンポイントが日経新春杯で開放骨折。手術を施し闘病生活に入るが、同年3月5日蹄葉炎により死亡した[9]。
- 1980年 - ソ連のアフガニスタン侵攻を批判した物理学者アンドレイ・サハロフが閉鎖都市ゴーリキー市へ流刑。
- 1981年 - 佐賀替え玉保険金殺人事件。
- 1984年 - スーパーボウルXVIIIのテレビ中継中、リドリー・スコットの手によるMacintosh 128KのCM「1984」が放送される。2日後に発売。
- 1992年 -  臨時脳死及び臓器移植調査会（脳死臨調）が、脳死が人の死であるという最終報告を公表[10]。
- 1992年 - パルサーPSR B1257+12で、史上初の太陽系外惑星が2つ発見される（PSR B1257+12 BとPSR B1257+12 C）。
- 1986年 - 日本社会党が、「新宣言」を採択[11]。「道」に代表される平和革命を通した社会主義建設を否定し、社会主義の目標を「一歩一歩改革を進め、社会の質的変革を実現していくこと」とした。
- 2000年 - 営団地下鉄東西線（現：東京メトロ東西線）の原木中山駅 - 行徳駅間に妙典駅開業[12]。
- 2001年 - 大相撲の横綱・曙太郎が引退。
- 2003年 - 太陽系外へ向け飛行中の宇宙探査機「パイオニア10号」との通信が、この日の信号を最後に途絶。
- 2008年 - イラクの国旗から、バアス党のスローガンを表す3つの星が削除される。
- 2013年 - ロシアの小型衛星BLITSは衛星としての機能を喪失[13]。
- 2021年 - 核兵器禁止条約が発効[14]。条約は2017年7月に国連で採択され、2020年10月に批准する国・地域が要件の50に達した。
- 2025年 - イスラエル軍トップのヘルツィ・ハレビ軍参謀総長が3月6日に辞任すると表明。
- 2025年 - イエメンの親イラン武装組織フーシ派が2023年11月に紅海で拿捕した日本郵船運航の貨物船の乗組員を解放した。

## 誕生日

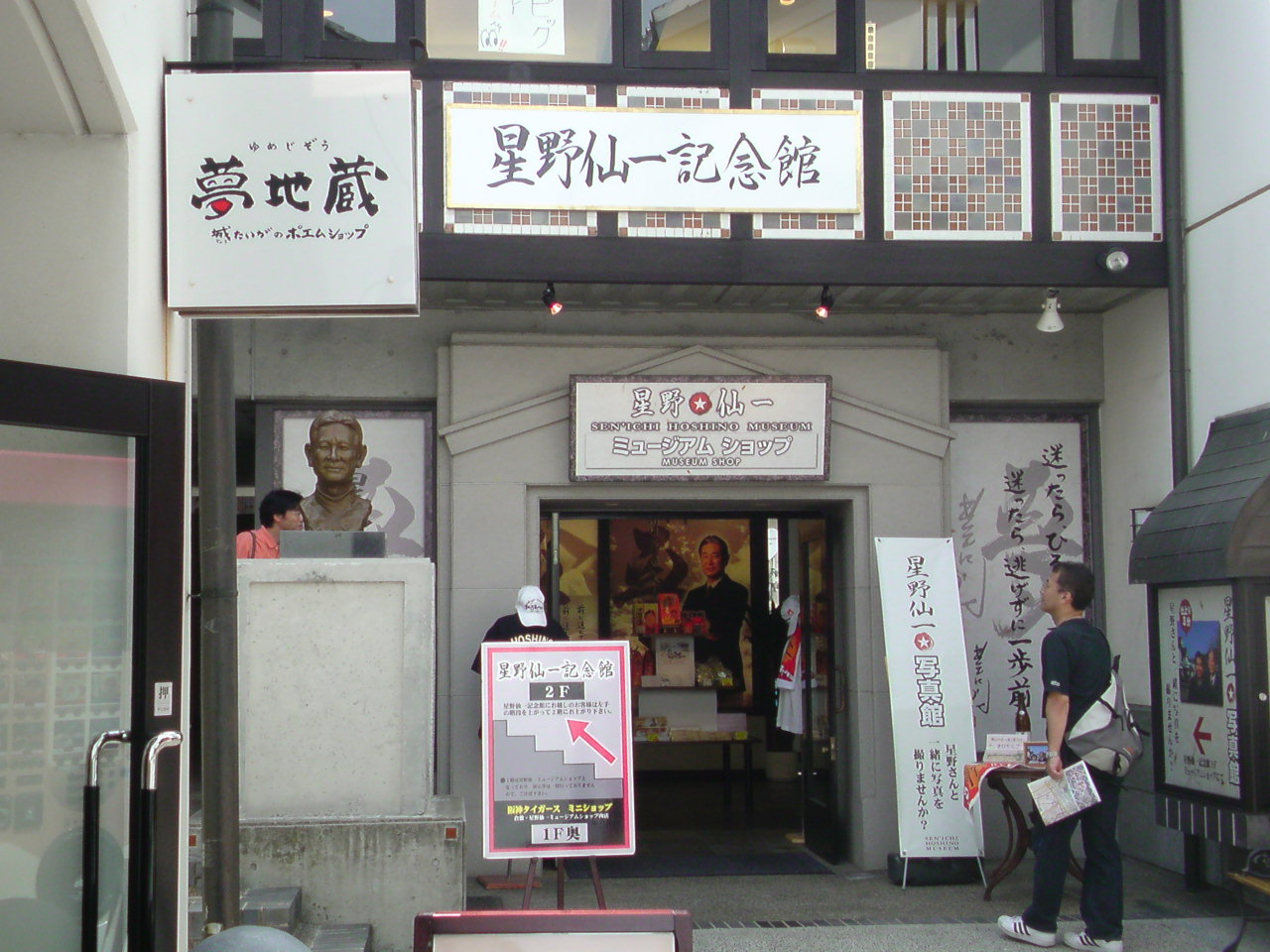
プロ野球選手、監督星野仙一(1947-2018)誕生。画像は、岡山県倉敷市の星野仙一記念館。（2008年6月）

- 1561年 - フランシス・ベーコン、哲学者（+ 1626年）
- 1761年（文政2年12月12日） - 真田信弘、信濃藩第4代藩主 （+ 1737年）
- 1774年（安永2年12月11日） - 松平頼看、西条藩第7代藩主 （+ 1797年）
- 1788年 - ジョージ・ゴードン・バイロン、詩人（+ 1824年）
- 1797年 - マリア・レオポルディナ、ブラジル帝国皇后（+ 1826年）
- 1820年（文政2年12月7日） - 増山正修、長島藩第7代藩主 （+ 1869年）
- 1824年（文政6年12月22日） - 前田利平、大聖寺藩第11代藩主 （+ 1849年）
- 1829年（文政11年12月17日） - 久留島通胤、森藩第11代藩主 （+ 1859年）
- 1836年（天保6年12月5日） - 牧野貞久、笠間藩第7代藩主 （+ 1850年）
- 1845年 - ポール・ヴィダル・ドゥ・ラ・ブラーシュ、地理学者（+ 1918年）
- 1849年 - ヨハン・アウグスト・ストリンドベリ、劇作家（+ 1912年）
- 1858年 - フレデリック・ルガード、軍人、探検家、香港総督、ナイジェリア総督（+ 1945年）
- 1872年（明治4年12月13日） - 田山花袋、小説家（+ 1930年）
- 1874年 - ジェイ・ヒューズ、元プロ野球選手（+ 1924年）
- 1875年 - D・W・グリフィス、映画監督（+ 1948年）
- 1879年 - フランシス・ピカビア、画家、詩人（+ 1953年）
- 1877年 - ヒャルマル・シャハト、財政家（+ 1970年）
- 1891年 - モイズ・キスリング、画家（+ 1953年）
- 1893年 - コンラート・ファイト、俳優（+ 1943年）
- 1893年 - 嶋田的浦、俳人（+ 1950年）
- 1902年 - ダニエル・キンゼイ、陸上競技選手（+ 1970年）
- 1902年 - 篠崎弘嗣、ヴァイオリニスト（+ 1966年）
- 1904年 - ジョージ・バランシン、バレエ振付師（+ 1983年）
- 1905年 - 椋鳩十、小説家（+ 1987年）
- 1906年 - ロバート・E・ハワード、SF作家、ファンタジー作家（+ 1936年）
- 1908年 - レフ・ランダウ、物理学者（+ 1968年）
- 1909年 - ウ・タント、第3代国連事務総長（+ 1974年）
- 1909年 - 松木謙治郎、元プロ野球選手、監督（+ 1986年）
- 1909年 - モリス・スワデシュ、言語学者（+ 1967年）
- 1910年 - 西垣徳雄、元プロ野球監督（+ 1989年）
- 1911年 - ブルーノ・クライスキー、政治家（+ 1990年）
- 1912年 - 森敦、小説家（+ 1989年）
- 1916年 - アンリ・デュティユー、作曲家（+ 2013年）
- 1918年 - 安田義章、AV男優（+ 2008年）
- 1923年 - 坂本三十次、政治家（+ 2006年）
- 1924年 - J・J・ジョンソン、トロンボーン奏者（+ 2001年）
- 1926年 - オーレル・ニコレ、フルート奏者（+ 2016年）
- 1928年 - 網野善彦、歴史家（+ 2004年）
- 1928年 - 嶋本昭三、芸術家、現代美術家（+ 2013年）
- 1930年 - 南風洋子、女優（+ 2007年）
- 1930年 - 松平康隆、バレーボール選手、監督（+ 2011年）
- 1930年 - 中村鋭一、フリーアナウンサー、タレント、政治家（+ 2017年）
- 1931年 - サム・クック、歌手（+ 1964年）
- 1932年 - 吉原健二、厚生官僚[15]
- 1934年 - 松本明、テレビディレクター、テレビプロデューサー（+ 2022年）
- 1938年 - 小林恒人、政治家（+ 2020年）
- 1939年 - 千葉真一、俳優、歌手、映画監督、空手家（+ 2021年）
- 1939年 - 湯川れい子、作詞家、音楽評論家
- 1941年 - りんたろう、アニメーション監督
- 1944年 - 中島節男、元プロ野球選手（+ 2022年）
- 1945年 - 高須克弥、医師、僧侶
- 1946年 - 鳳蘭、女優
- 1946年 - マルコム・マクラーレン、ファッションデザイナー、ミュージシャン（+ 2010年）
- 1947年 - 星野仙一、元プロ野球選手、監督（+ 2018年）
- 1947年 - 帚木蓬生、小説家、精神科医
- 1948年 - たかの友梨、エステティシャン、美容研究家
- 1949年 - スティーヴ・ペリー、ミュージシャン（ジャーニー）
- 1950年 - 伊藤洋一、経済評論家
- 1950年 - 海老沢泰久、小説家
- 1950年 - 寺本光照、鉄道研究家
- 1951年 - 能條純一、漫画家
- 1951年 - オンドレイ・ネペラ、フィギュアスケート選手（+ 1989年）
- 1953年 - チョン・ミョンフン、指揮者
- 1953年 - ジム・ジャームッシュ、映画監督
- 1955年 - 高橋惠子、女優
- 1955年 - 大島蓉子、女優
- 1955年 - 千葉均、ばんえい競走騎手、調教師（+ 2009年）
- 1957年 - ブライアン・デイエット、元プロ野球選手
- 1958年 - 小林誠二、元プロ野球選手
- 1958年 - 筒井大助、元野球選手
- 1958年 - 中村孝生、元陸上競技選手、立正大学陸上競技部駅伝部門監督
- 1959年 - 岸本好弘、ゲームクリエイター
- 1959年 - リンダ・ブレア、女優
- 1959年 - 谷昌樹、声優
- 1959年 - 石田博一、実業家
- 1960年 - 岡部まり、タレント
- 1960年 - マイケル・ハッチェンス、歌手（INXS）（+ 1997年）
- 1961年 - 山田雅人、タレント
- 1961年 - 中原茂[16]、声優
- 1962年 - 謝長亨、元野球選手
- 1963年 - 皆川おさむ、元子役、童謡歌手（+ 2025年）
- 1964年 - 和田高明、アニメ演出家
- 1964年 - 鈴木哲、元プロ野球選手
- 1964年 - 森健次郎、プロ野球審判員
- 1965年 - ダイアン・レイン、女優
- 1966年 - 前田和明、元サッカー選手
- 1967年 - 中西学、プロレスラー
- 1968年 - HEATH、ベーシスト（X JAPAN）（+ 2023年）
- 1969年 - 土家里織、女優
- 1969年 - 井上美樹、元AV女優
- 1970年 - 高木理恵、タレント
- 1972年 - 朴璐美[17]、声優
- 1973年 - ロジェリオ・セニ、サッカー選手
- 1973年 - 河原純一、元プロ野球選手
- 1974年 - 増健亘志、元大相撲力士
- 1974年 - 三橋貴志[18]、俳優
- 1974年 - オルガ・マルコワ、フィギュアスケート選手
- 1974年 - 宇田川南欧、実業家、バンダイナムコエンターテインメント社長
- 1975年 - 今村涼子、気象予報士
- 1975年 - チャンス大城、お笑い芸人
- 1977年 - 丸久美子、タレント
- 1977年 - 中田英寿、元プロサッカー選手
- 1977年 - ヴァズゲン・アズロヤン、フィギュアスケート選手
- 1977年 - タミー・シアー、フィギュアスケート選手
- 1978年 - ショーン・フィギンズ、元プロ野球選手
- 1979年 - 林威助、元プロ野球選手
- 1979年 - カルロス・ルイーズ、元プロ野球選手
- 1980年 - 石川雅規、プロ野球選手
- 1980年 - 脳みそ夫、お笑いタレント
- 1980年 - エフゲニ・アルドニン、サッカー選手
- 1981年 - 末吉功治、俳優、声優
- 1982年 - ファブリシオ・コロッチーニ、サッカー選手
- 1983年 - 陽耀勲、元プロ野球選手
- 1984年 - ウバルド・ヒメネス、元プロ野球選手
- 1984年 - 香月良仁、元プロ野球選手
- 1984年 - 吉村健二、元野球選手
- 1984年 - 馬場憂太、元サッカー選手
- 1984年 - レオン・ポウ、バスケットボール選手
- 1984年 - ライカ・オリヴェイラ（en:Raica Oliveira）、モデル
- 1984年 - マセオ・リフテルス、サッカー選手
- 1985年 - 呉猛、元プロ野球選手
- 1985年 - モハメド・シソッコ、サッカー選手
- 1985年 - オリアンティ・パナガリス、ギタリスト
- 1985年 - 高智海吏、ハンドボール選手
- 1985年 - 齊藤太一、ミュージカル俳優
- 1985年 - 永田彬、俳優、声優（RUN&GUN）
- 1986年 - ダニエル・ウェイン・スミス（en:Daniel Wayne Smith）、俳優（+ 2006年）
- 1986年 - 伊藤春香、作家、ブロガー
- 1987年 - 仲澤広基、元プロ野球選手
- 1987年 - 原田明絵、元AV女優、元歌手（元MUH〜）
- 1987年 - アストリッド・ヤコブセン（en:Astrid Jacobsen）、クロスカントリースキー選手
- 1987年 - 縞田拓弥、元プロ野球選手
- 1987年 - ペ・ジヒョン、アナウンサー
- 1988年 - グレッグ・オデン、元バスケットボール選手
- 1989年 - 山中誠晃、サッカー選手
- 1989年 - 菰岡真美、お笑いタレント（元めっちぇん）
- 1989年 - アイリ、女優、モデル
- 1989年 - ルータ・ガヤウスカイテー、フィギュアスケート選手
- 1990年 - 河合由貴、元バレーボール選手
- 1990年 - 小松加奈、ミュージカル俳優
- 1990年 - 西村光生、ボート競技選手
- 1990年 - 百花繚乱、タレント
- 1990年 - ジャスティン・エラスムス、プロ野球選手
- 1990年 - アリーゼ・コルネ、テニスプレイヤー
- 1991年 - 卜部里菜、バレーボール選手
- 1991年 - アシュリー・ポンセ、プロ野球選手
- 1991年 - 木滑良、陸上競技選手
- 1992年 - 松永涼子、タレント
- 1992年 - 新内眞衣、タレント（元乃木坂46）
- 1992年 - 佐野友里子、タレント、元アイドル（元愛乙女☆DOLL）
- 1993年 - シーラ・ヴィルナー、フィギュアスケート選手
- 1993年 - タスク、俳優（元関西ジャニーズJr.）
- 1993年 - 松浦匡希、ミュージシャン（Official髭男dism）
- 1993年 - 赤坂沙絵、元グラビアアイドル
- 1994年 - えなこ、コスプレイヤー、タレント、グラビアアイドル
- 1996年 - 田中美海[19]、声優
- 1996年 - 市來玲奈、アナウンサー、元アイドル（元乃木坂46）
- 1996年 - 佐々木久美、タレント、元アイドル（元日向坂46）
- 1996年 - 石川翔、俳優
- 1997年 - 鵜澤正太郎、俳優、声優
- 1997年 - 畠山真莉愛、元子役
- 1997年 - 生田絵梨花、女優、元アイドル（元乃木坂46）
- 1997年 - 宮本侑芽[20]、女優、声優
- 1997年 - 夏目卓実、俳優
- 1999年 - 武田杏香、女優、歌手、元ダンサー（元E-girls）
- 1999年 - 清水陸哉、元プロ野球選手
- 1999年 - 朝日ななみ、女優
- 2002年 - 石田裕太郎、プロ野球選手
- 2004年 - 佐藤圭汰、陸上選手
- 2004年 - 宮世琉弥､ 俳優
- 2005年 - 山下瞳月、アイドル（櫻坂46）
- 2007年 - 海老原鼓、アイドル（ME:I）
- 2009年 - 池川侑希弥、俳優
- 生年不詳 - 青山ゆかり、声優
- 生年不詳 - 咲川ひなの、声優

## 忌日
- 1552年 - エドワード・シーモア、イングランドの貴族、護国卿（* 1506年）
- 1560年（嘉靖38年12月25日） - 王直、貿易商人、倭寇の頭目（* 生年不詳）
- 1592年 - エリザベート・ドートリッシュ、フランス王シャルル9世の妃（* 1554年）
- 1651年 - ハネス・フォキリデス・ホルワルダ（英語版）、天文学者、医師、哲学者（* 1618年）
- 1666年 - シャー・ジャハーン、ムガル帝国第5代皇帝（* 1592年）
- 1737年 - ジャン・バティスト・ヴァンモール（英語版）、画家（* 1671年）
- 1745年（延享元年12月20日） - 前田利隆、第4代富山藩主（* 1690年）
- 1779年 - ジェレマイア・ディクソン、天文学者（* 1733年）
- 1799年 - オラス＝ベネディクト・ド・ソシュール、科学者（* 1740年）
- 1800年 - マルグリット・ルコント（英語版）、彫刻家、画家（* 1717年）
- 1800年 - ジョージ・スティーヴンス（英語版）、シェークスピア評論家（* 1736年）
- 1803年 - ジュゼッペ・バルドリギ（英語版）、画家（* 1722年）
- 1818年 - キャスパー・ウィスター、医師、解剖学者（* 1761年）
- 1840年 - ヨハン・フリードリヒ・ブルーメンバッハ、比較解剖学者、動物学者、人類学者（* 1752年）
- 1846年 - ルイ＝ピエール・バルタール（英語版）、建築家、彫刻家（* 1764年）
- 1850年 - ピエトロ・ファンチェッリ（英語版）、画家（* 1764年）
- 1851年（嘉永3年12月21日） - 国定忠治、侠客（* 1810年）
- 1861年 - フリードリヒ・ティーデマン（英語版）、解剖学者、生理学者（* 1781年）
- 1868年 - エティエンヌ・セール、医師、解剖学者、発生学者（* 1786年）
- 1887年 - ジョセフ・ホイットワース、技術者（* 1803年）
- 1889年 - イグナシー・ドメイコ、地質学者、鉱物学者（* 1802年）
- 1893年 - 河竹黙阿弥、歌舞伎狂言作者（* 1816年）
- 1897年 - アイザック・ピットマン、教育家（* 1813年）
- 1900年 - デイビッド・エドワード・ヒューズ、電気技術者（* 1831年）
- 1901年 - ヴィクトリア、イギリス女王（* 1819年）
- 1908年 - アウグスト・ウィルヘルミ、ヴァイオリニスト（* 1845年）
- 1909年 - エミール・エルレンマイヤー、化学者、薬学者（* 1825年）
- 1918年 - 吉田東伍、歴史学者、地理学者（* 1864年）
- 1919年 - カール・ラーション、画家（* 1853年）
- 1920年 - 吉野左衛門[21]、俳人（* 1879年）
- 1922年 - フレデリック・バイエル、政治家（* 1837年）
- 1922年 - カミーユ・ジョルダン、数学者（* 1838年）
- 1922年 - ジェームズ・ブライス、法学者、歴史学者、政治家（* 1838年）
- 1922年 - ウィリアム・クリスティ、天文学者（* 1845年）
- 1922年 - ベネディクトゥス15世、第257代ローマ教皇（* 1854年）
- 1922年 - 徳川慶久、貴族院議員（* 1884年）
- 1927年 - エドワード・ペイジ・ミッチェル（英語版）、作家（* 1852年）
- 1935年 - ホレス・ローリンズ（英語版）、プロゴルファー（* 1874年）
- 1935年 - ゼキーニャ・デ・アブレイウ（ポルトガル語版）、作曲家（* 1880年）
- 1936年 - 森本六爾、考古学者（* 1903年）
- 1938年 - リヒャルト・フランク、ピアニスト、作曲家（* 1858年）
- 1938年 - 今井清、陸軍中将（* 1882年）
- 1938年 - 大ノ里萬助、大相撲力士（* 1892年）
- 1939年 - 瀬木博尚、経営者、博報堂創業者（* 1852年）
- 1941年 - 林忠崇、第3代請西藩主（* 1848年）
- 1942年 - ウォルター・シッカート、画家（* 1860年）
- 1942年 - ルイス・サントップ、野球選手（* 1890年）
- 1942年 - オレグ・ロセフ、物理学者（* 1903年）
- 1945年 - エルゼ・ラスカー＝シューラー、詩人（* 1869年）
- 1948年 - 柳亭春楽、落語家（* 1901年）
- 1950年 - コリンヌ・リュシェール、女優（* 1921年）
- 1955年 - 河原田稼吉、政治家、元内務大臣・文部大臣（* 1886年）
- 1955年 - ヨニ・ミューラ、元やり投げ選手1920年アントワープ五輪、1924年パリ五輪金メダリスト（* 1892年）
- 1959年 - エリザベス・ムーア、テニス選手（* 1876年）
- 1959年 - ケン・ウィリアムズ、プロ野球選手（* 1890年）
- 1959年 - マイク・ホーソーン、F1レーサー（* 1929年）
- 1964年 - マーク・ブリッツスタイン、作曲家（* 1905年）
- 1966年 - 川田順、歌人・実業家（* 1882年）
- 1967年 - ジョビナ・ラルストン（英語版）、女優（* 1899年）
- 1968年 - 松永東、政治家、第45代衆議院議長（* 1887年）
- 1968年 - デューク・カハナモク、水泳選手（* 1890年）
- 1970年 - 花柳壽輔 (2代目)、舞踊家（* 1893年）
- 1970年 - 西角井正慶、国文学者、民俗学者（* 1900年）
- 1972年 - 後藤鉀二、教育者、元日本卓球協会会長（* 1906年）
- 1973年 - リンドン・B・ジョンソン、政治家、第36代アメリカ合衆国大統領（* 1908年）
- 1974年 - ジェラルド・クレメンス、天文学者（* 1908年）
- 1976年 - 大久保清、元死刑囚（* 1935年）
- 1977年 - 守分十、銀行家、元中国銀行頭取（* 1890年）
- 1977年 - 近藤正二、医師、衛生学者、東北大学名誉教授（* 1893年）
- 1977年 - パスカル・ペレス、プロボクサー（* 1926年）
- 1979年 - アリー・ハサン・サラーマ、テロリスト、フォース17創設者（* 1941年）
- 1981年 - ルドルフ・ガイガー（英語版）、気象学者（* 1894年）
- 1982年 - トミー・タッカー（英語版）、ブルース歌手、ソングライター、ピアニスト（* 1933年）
- 1983年 - 波平暁男、歌手（* 1915年）
- 1984年 - 一万田尚登、第18代日本銀行総裁、大蔵大臣（* 1893年）
- 1985年 - 向坂逸郎、マルクス経済学者、思想家（* 1897年）
- 1985年 - パウル・ハルテック（英語版）、物理化学者（* 1902年）
- 1989年 - ウィリー・ウェルズ、元野球選手（* 1905年）
- 1990年 - マリアーノ・ルモール、政治家、元イタリア閣僚評議会議長（首相）（* 1915年）
- 1992年 - 染谷誠、政治家（* 1918年）
- 1993年 - 安部公房、小説家（* 1924年）
- 1994年 - 灘尾弘吉、政治家、第60・61代衆議院議長（* 1899年）
- 1994年 - ジャン＝ルイ・バロー、俳優（* 1910年）
- 1994年 - テリー・サバラス、俳優（* 1922年）
- 1995年 - 下村寅太郎、哲学者、科学史家（* 1902年）
- 1995年 - 下田武三、外交官、最高裁判所裁判官、プロ野球コミッショナー（* 1907年）
- 1997年 - 神崎敏雄、政治家（* 1912年）
- 1997年 - 赤羽尭、作家（* 1937年）
- 1998年 - ハロルド・リンゼル、神学者（* 1913年）
- 1999年 - ジョージ・モッセ、歴史学者（* 1918年）
- 2000年 - ジーン・マッカーサー、ダグラス・マッカーサーの2番目の妻（* 1898年）
- 2000年 - 原田正夫、陸上競技選手（* 1912年）
- 2000年 - 大高猛、グラフィックデザイナー（* 1926年）
- 2001年 - 荻野凖平、政治家、元静岡市（旧）市長（* 1909年）
- 2001年 - 奥田八二、政治家、元福岡県知事（* 1920年）
- 2001年 - マルセ太郎、パントマイム芸人、俳優（* 1933年）
- 2001年 - トミー・エイジー、元プロ野球選手（* 1942年）
- 2002年 - ジャック・シェイ、スピードスケート選手、1932年レークプラシッド五輪金メダリスト（* 1910年）
- 2002年 - 遠藤誠、弁護士（* 1930年）
- 2003年 - 野々村潔、俳優、映画プロデューサー（* 1914年）
- 2003年 - 荒川哲生、演出家（* 1931年）
- 2004年 - アン・ミラー、女優（* 1923年）
- 2005年 - コンスエロ・ベラスケス、作曲家、ピアニスト（* 1924年）
- 2005年 - 谷本誠剛、児童文学研究者、関東学院大学名誉教授（* 1939年）
- 2005年 - セサル・グティエレス（英語版）、プロ野球選手（* 1943年）
- 2006年 - 川田正子、童謡・唱歌歌手（* 1934年）
- 2006年 - 高橋秀直、歴史学者（* 1954年）
- 2007年 - アベ・ピエール、神父、慈善活動家（* 1912年）
- 2007年 - 千速晃、実業家、元新日本製鐵（現日本製鉄）会長（* 1935年）
- 2007年 - わたなべぢゅんいち、アニメーター（* 生年不詳）
- 2008年 - ステファン・ニクレスク、 作曲家（* 1927年）
- 2008年 - 江藤俊哉、ヴァイオリニスト（* 1927年）
- 2008年 - クロード・ピロン、言語学者、心理学者（* 1931年）
- 2008年 - バーニー・ボストン（英語版）、報道写真家（* 1933年）
- 2008年 - ランス・クレモンズ（英語版）、プロ野球選手（* 1947年）
- 2008年 - アンデルス・オロフソン、レーシングドライバー（* 1952年）
- 2008年 - ヒース・レジャー、俳優（* 1979年）
- 2009年 - ビリー・ワーバー（英語版）、プロ野球選手（* 1908年）
- 2009年 - 橋本郁雄、学習院大学名誉教授（* 1923年）
- 2009年 - 梁羽生、武侠小説家（* 1924年）
- 2009年 - ダレル・サンディーン（英語版）、俳優（* 1930年）
- 2009年 - 三浦洋一、ピアニスト（* 1933年）
- 2010年 - ジェームズ・ミッチェル（英語版）、俳優（* 1920年）
- 2010年 - ジーン・シモンズ、女優（* 1929年）
- 2011年 - 塩野宜慶、最高裁判事（* 1915年）
- 2011年 - 牟田口義郎、ジャーナリスト、中近東歴史学者（* 1923年）
- 2011年 - 長嶺正[22]、実業家、元上組社長（* 1923年または1924年）
- 2011年 - 神沢昭三[23]、実業家、元資生堂会長（* 1928年）
- 2011年 - 朴婉緒、小説家（* 1931年）
- 2011年 - デニス・オッペンハイム、環境アーティスト（* 1938年）
- 2012年 - 中村克郎、医師、日本戦没学生記念会「わだつみ会」元理事長（* 1925年）
- 2012年 - ジョー・パターノ、カレッジフットボール指導者（* 1926年）
- 2013年 - 服部禮次郎、実業家、第5代セイコーホールディングス社長（* 1921年）
- 2013年 - 野口耕平[24]、経営者、元クラヤ薬品（現メディパルホールディングス）社長（* 1924年または1925年）
- 2013年 - 常盤新平、作家、翻訳家（* 1931年）
- 2014年 - 将積茂、哲学者、愛知教育大学元学長・名誉教授（* 1926年）
- 2015年 - 宮嶋昭二[25]、実業家、元鶴屋百貨店社長（* 1927年）
- 2015年 - 黒田義之、映画監督、特撮監督（* 1928年）
- 2016年 - ポール・アイズピリ、画家（* 1919年）
- 2016年 - 長谷川不二雄、実業家、元日本製粉社長（* 1922年）
- 2016年 - 土肥隆一、政治家（* 1939年）
- 2017年 - 中村雅哉、実業家、バンダイナムコエンターテインメント創業者（* 1925年）
- 2017年 - ハイメ・カスタニエダ[26]、教師、司祭、上智大学名誉教授（* 1931年）
- 2017年 - 貞政少登[27]、書家、毎日書道会常任顧問、鶴見大学名誉教授（* 1932年）
- 2017年 - ヤキ・リーベツァイト、ドラマー（* 1938年）
- 2017年 - ピーター・オーヴァーエンド・ワッツ（英語版）、ベーシスト（* 1947年）
- 2017年 - アンディ・マルテ、プロ野球選手（* 1983年）
- 2017年 - ヨーダノ・ベンチュラ、プロ野球選手（* 1991年）
- 2018年 - アーシュラ・K・ル＝グウィン、ファンタジー・SF作家（* 1929年）
- 2018年 - 林田晋[28]、実業家、元山陽特殊製鋼 副社長 （* 1941年）
- 2018年 - プレストン・シャノン（英語版）、ブルース・ソウルミュージック歌手、ギタリスト（* 1947年）
- 2018年 - 片平晋作、元プロ野球選手（* 1949年）
- 2018年 - 西原博史、憲法学者（* 1958年）
- 2019年 - 石田寛、地理学者、広島大学名誉教授（* 1919年）
- 2019年 - 栗本尊子、声楽家、音楽指導者（* 1920年）
- 2019年 - シャルル・ヴァンデノーヴ（フランス語版）、建築家（* 1927年）
- 2019年 - ジェームズ・フローリー、映画監督（* 1936年）
- 2019年 - アンドリュー・フェアリー（英語版）、シェフ（* 1963年）
- 2020年 - ジョン・カーレン（英語版）、俳優（* 1933年）
- 2020年 - ヘラクレス・アヤラ（英語版）、元プロレスラー（* 1950年）
- 2020年 - 中村龍史、俳優、演出家、振付師（* 1951年）
- 2021年 - 大矢快治[29]、政治家、元北海道根室市長（* 1928年）
- 2021年 - 矢野茂文、政治家、元徳島県鳴門市長（* 1930年）
- 2021年 - 中村清[30]、官僚、元会計検査院長（* 1931年）
- 2021年 - ハンク・アーロン、元プロ野球選手（* 1934年）
- 2021年 - フェリックス・グロモフ、軍人、元ロシア海軍総司令官（* 1937年）
- 2021年 - ルイ・ダンドレル（英語版）、作曲家、ミュージシャン、ジャーナリスト（* 1939年）
- 2021年 - ロン・キャンベル（英語版）、アニメーター、監督、プロデューサー（* 1939年）
- 2021年 - ジェームズ・ピューリファイ（英語版）、R&B／ソウルシンガー（* 1944年）
- 2021年 - 山田賢治[31]、実業家、アクティブコア設立者（* 1964年）
- 2021年 - ルートン・シェルトン、サッカー選手（* 1985年）
- 2022年 - エドゥアルド・マレク（チェコ語版）、政治犯、第三レジスタンスメンバー（* 1917年）
- 2022年 - ティク・ナット・ハン、禅僧、平和運動家（* 1926年）
- 2022年 - 小田久郎、詩人、思潮社創業者（* 1931年）
- 2022年 - ドン・ウィルソン、ギタリスト（元ザ・ベンチャーズ）（* 1933年）
- 2023年 - マック・クリハラ、ボクシングトレーナー（* 1932年）
- 2023年 - 上野山功一、俳優（* 1933年）
- 2023年 - 小沼勝、映画監督（* 1937年）
- 2023年 - 岡村雅子[32]、音楽プロデューサー（* 1945年または1946年）
- 2023年 - アグスティ・ビリャロンガ（英語版）、映画監督、脚本家、俳優（* 1953年）
- 2024年 - アーノ・アラン・ペンジアス、物理学者、電波天文学者、ノーベル物理学賞受賞者（* 1933年）
- 2024年 - 下野昇[33]、テノール歌手（* 1936年）
- 2024年 - エルケ・エルプ、作家、翻訳家、編集者（* 1938年）
- 2024年 - 細谷四方洋、元レーシングドライバー（* 1938年）
- 2024年 - 池田元久、政治家（* 1940年）
- 2024年 - 江連卓、脚本家（* 1941年）
- 2024年 - ルイジ・リーヴァ、元プロサッカー選手（* 1944年）
- 2024年 - トミー・ボールドウィン（英語版）、元プロサッカー選手（* 1945年）
- 2024年 - アナトリー・ポリヴォダ（英語版）、元バスケットボール選手、1972年ミュンヘン五輪金メダリスト（* 1947年）
- 2024年 - 韓松（朝鮮語版）、歯学者、元江陵大学校総長、元江陵原州大学校総長（* 1947年）
- 2024年 - ゲイリー・グレアム（英語版）、俳優（* 1950年）

## 記念日・年中行事
- 統一の日（ ウクライナ）
1919年のこの日、ウクライナ人民共和国と西ウクライナ人民共和国が統一条約（英語版）に調印した[34]。
- カレーの日（ 日本）
全日本カレー工業協同組合が2016年に制定、同年11月に日本記念日協会が認定した[35]。カレーのよりいっそうの普及拡大により、健康で豊かな消費生活の実現に寄与するのが目的[36]。全国学校栄養士協議会が設立20周年記念事業の一環で全国学校給食統一献立日を設けることを提唱し、1982年1月22日にカレーライスを提供したことに由来する[37]。実施にあたっては当時の文教委員会でも反対意見が多く、フジテレビ『トリビアの泉』によれば、賛同した学校は2割であった。
- ジャズの日（ 日本）
東京都内の老舗ジャズクラブのオーナーらによる「JAZZ DAY実行委員会」が2001年から実施。JAZZの"JA"がJanuary（1月）の先頭2文字であり、"ZZ"が"22"に似ていることから[38]。
- 飛行船の日（ 日本）
1916年1月22日に、初の国産飛行船である陸軍の「雄飛号」が所沢～豊橋（燃料補給）～大阪間で飛行を行ったことに由来[39]。
- 黙阿弥忌 （ 日本）
近松門左衛門、鶴屋南北とともに、三大歌舞伎作者のひとりといわれ「黙阿弥調」と呼ばれる独特な歌舞伎で後世に大きな影響を与えた歌舞伎役者河竹黙阿弥の命日[40]。白浪物と呼ばれる盗賊を主人公とした作品を多く書き下ろし、「三人吉三廓初買」「青砥稿花紅彩画」「小袖曾我薊色縫」などの生涯に約360編の名作を残した。